# Saxparty 2
Saxparty 2 är ett studioalbum från 1975 av det svenska dansbandet Ingmar Nordströms på skivmärket Frituna. Albumet placerade sig som högst på fjärde plats på den svenska albumlistan. Albumet återutgavs 1991 på CD.

## Låtlista
1. I Do, I Do, I Do, I Do, I Do
2. Hej då, ha de' så bra
3. Natten har tusen ögon (Cuando Sali de Cuba)
4. Smoke Gets in Your Eyes
5. La Paloma
6. Vårt första sommarlov
7. I'm Leavin' It All Up To You
8. Soleado (When a Child is Born)
9. Bing Bong
10. Alla goda ting är tre (Release Me)
11. Jag ska fria till Maria
12. La Novia
13. En promenad med dej
14. Michelangelo

## Listplaceringar
| Lista (1975-1976) | Topplacering |
| ----------------- | ------------ |
| Sverige           | 24           |

### Fotnoter
1. 1 2  ”INGMAR NORDSTRÖMS LP (1975) "Saxparty 2"”. svenskadansband.se. 18 februari 2008. http://www.svenskadansband.se/img-ingmar-nordstroms-lp-1975-saxparty-2-b-3866.htm. Läst 30 oktober 2014.
2. ↑  Information på Svensk mediedatabas
3. ↑  Information på Svensk mediedatabas
4. ↑  Swedishcharts